# Chiesa dei Santi Nazario e Celso (Montechiaro d'Asti)
La chiesa dei Santi Nazario e Celso è una chiesa situata a circa due chilometri da Montechiaro d'Asti, in Piemonte, sulle pendici di una verde collina (il "Bric San Nazario"), circondata tutt'intorno da alberi tranne che in facciata. È caratterizzata da un alto campanile e dall'effetto cromatico dato dalle fasce alternate di mattoni e di arenaria. Costituisce un'importante testimonianza dell'architettura romanica che si sviluppò nel XII secolo nel Monferrato astigiano.

## Storia
La fondazione della chiesa viene fatta risalire al 1130 circa in un sito sul quale già esisteva un precedente insediamento abitativo, denominato Mairano, collocabile prima dell'anno mille (ipotesi che sembra confermata, dopo gli scavi archeologici del 1993).
Un documento del 1159 ricorda che la chiesa dell'abitato di Mairano, pur prossimo alla pieve di Pisenzana, dipendeva dal monastero della Torre Rossa di Asti, soggetta a sua volta all'abbazia di Fruttuaria a San Benigno Canavese.
Nel XIII secolo gli abitanti del borgo di Mairano, assieme a quelli dei borghi di Pisenzana e Maresco, abbandonarono le loro case per trovare un più sicuro insediamento attorno alle mura del castello di Montichiaro.
Iniziò allora un lungo periodo di decadimento della chiesa; nel 1847-49, quando la chiesa minacciava di crollare, furono avviati lavori di restauro che videro l'abbattimento e riedificazione parziale della chiesa. la sola facciata rimase originale, mentre la chiesa fu smontata numerando tutte le sue pietre e le sue decorazioni e poi ricostruita come in originale. Il procedimento di anastilosi non dovette essere però completamente fedele dal momento che alla fine la chiesa assunse dimensioni minori.

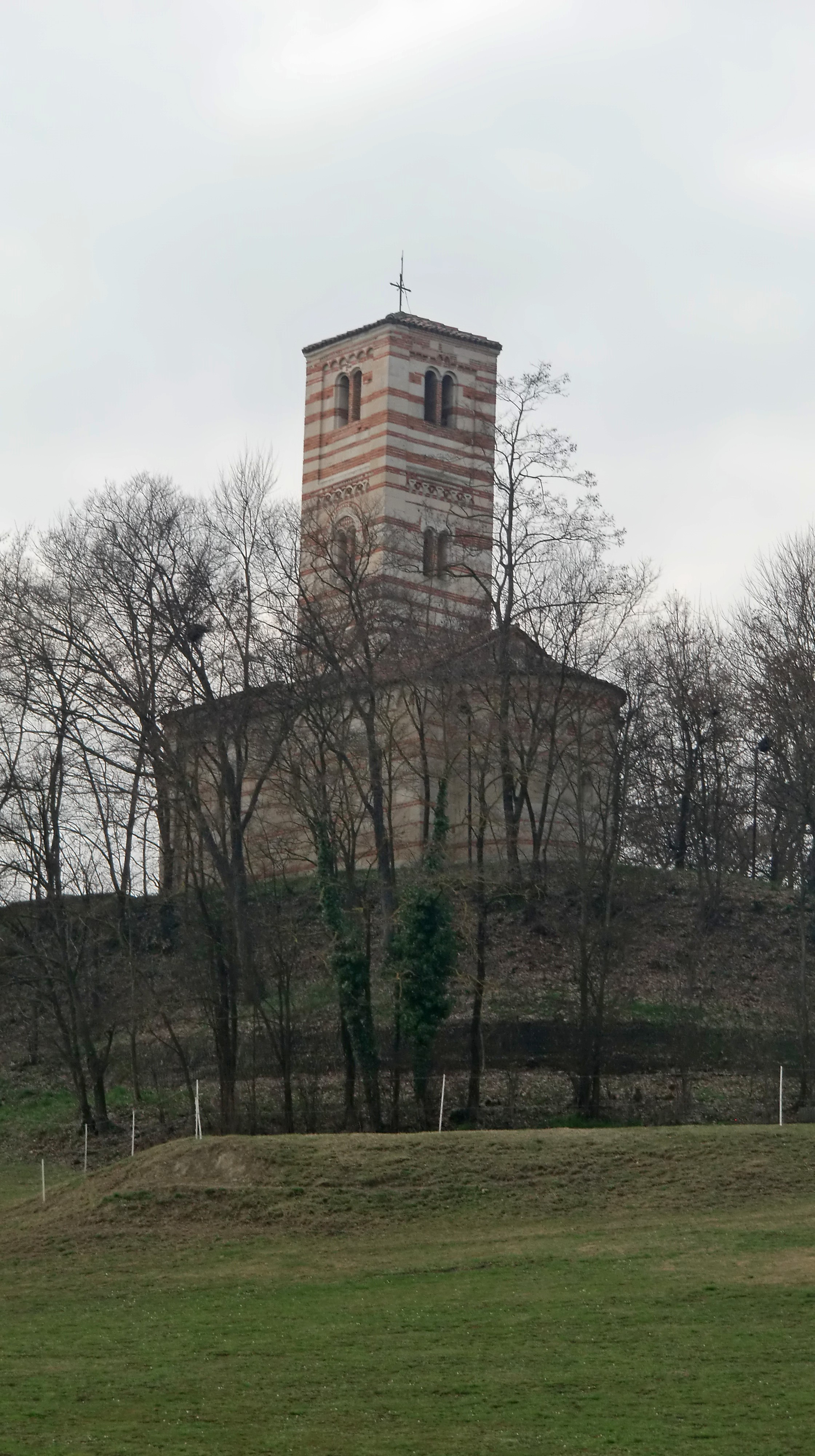
Veduta della chiesa sul "Bric San Nazario"

 Ulteriori lavori di consolidamento delle strutture e di restauro vennero eseguiti nel corso del XIX secolo ed in anni più recenti (2002).

## La chiesa
La chiesa testimonia il periodo di grande fioritura del romanico nel Monferrato astigiano; richiama stilisticamente, per il bicromatismo delle strutture murarie e per la raffinatezza delle decorazioni scolpite, la pieve di San Lorenzo a Montiglio Monferrato, la chiesa di San Secondo a Cortazzone e la chiesa abbaziale di Santa Fede a Cavagnolo.
La chiesa presenta una facciata a capanna segnata da fasce orizzontali alterne di pietra arenaria e laterizi, con coronamento ad archetti pensili, semplici nelle zone laterali, doppi intrecciati nella zona centrale, che si appoggiano a mensoline decorate e sono sormontati da una cornice scolpita con foglie d'acanto che corre sotto le falde del tetto.

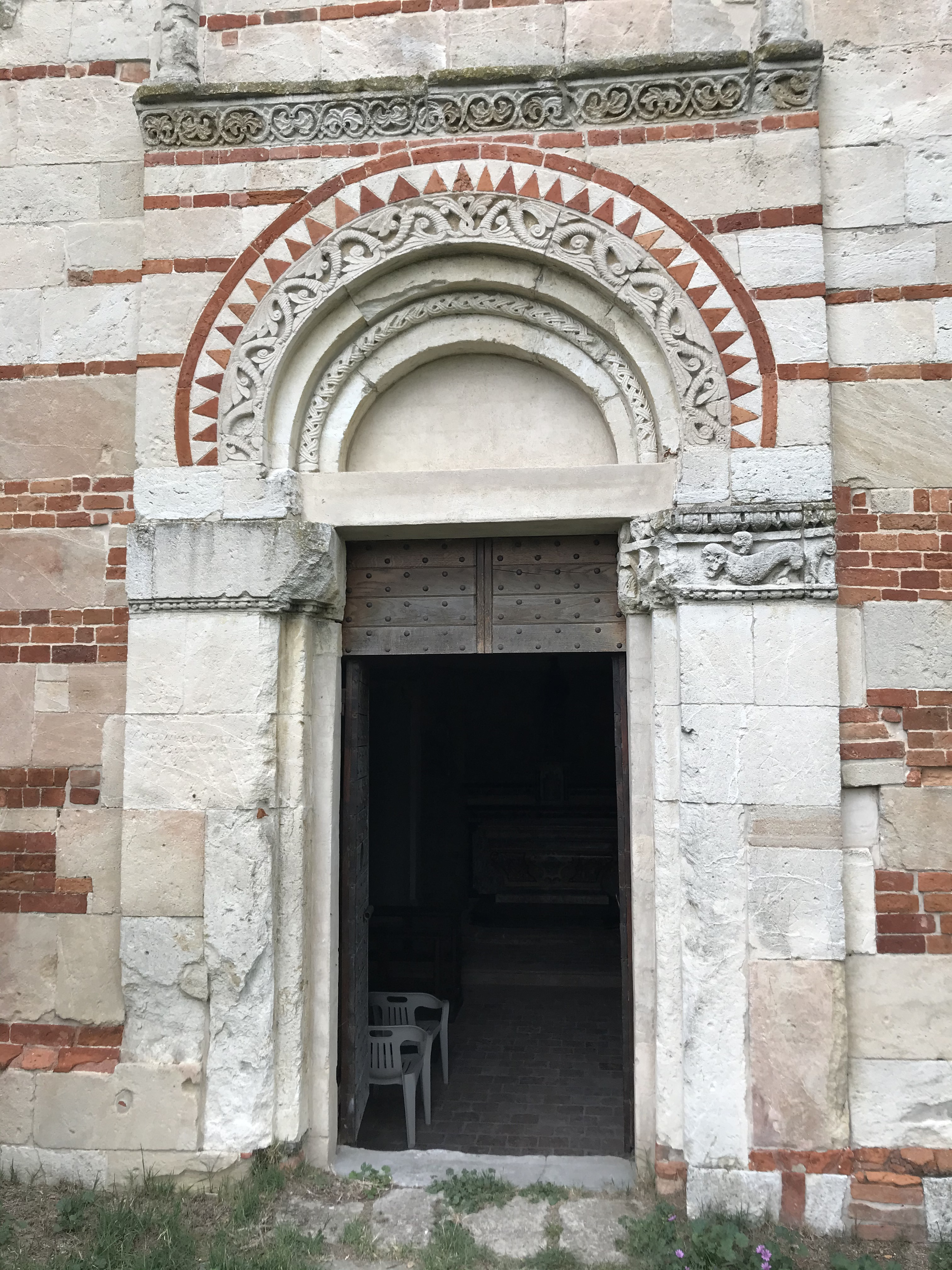
L'ingresso

Il portale leggermente aggettante è sormontato da un arco a tutto sesto con una doppia ghiera: quella interna data da un motivo scolpito a cornucopia, quella esterna con un motivo bicolore a "denti di lupo", ottenuto con l'alternarsi di tessere triangolari di pietra e di laterizio. Sullo stipite destro della porta si nota una scultura di animale ormai molto abrasa. Più in alto, tangente alla cornice esterna, troviamo un fregio scolpito e due brevi semicolonne addossate che partono dagli estremi del fregio e vanno a reggere in alto gli archetti doppi intrecciati.
Anche nei fianchi e nell'abside si ritrova l'effetto cromatico delle fasce alternate di cotto e di arenaria. 
Nella parete sud si osserva un coronamento ad archetti semplici poggianti su peducci scolpiti, sormontato da una cornice scolpita a doppio intreccio. Su questo lato si aprono tre monofore a forte strombatura con un arco a tutto sesto ottenuto da un unico blocco di pietra, ornate da motivi scolpiti.
L'abside non presenta lesene, né particolari decorazioni: solo la consueta serie di archetti pensili che corona in alto il semicilindro; su di essa si aprono tre monofore strombate (di cui quella centrale appare tamponata).
La parete nord, come consueto, è quella più povera di decorazioni: non vi si trovano archetti pensili, ma solo una serie di mensoline; l'unica finestra presente su questo lato mostra, sull'arco, decorazioni con motivi a treccia e a scacchiera.
L'interno della chiesa ha subito vari restauri e non presenta particolare interesse artistico; nella zona absidale è presente un frammento di affresco (emerso durante recenti lavori di restauro) databile al XV secolo: vi si riconosce una santa Caterina di Alessandria.

## La torre campanaria
Il campanile, alto circa 20 metri, è a quattro piani: è realizzato con conci di arenaria, dal primo piano alternati a sottili fasce di mattoni.

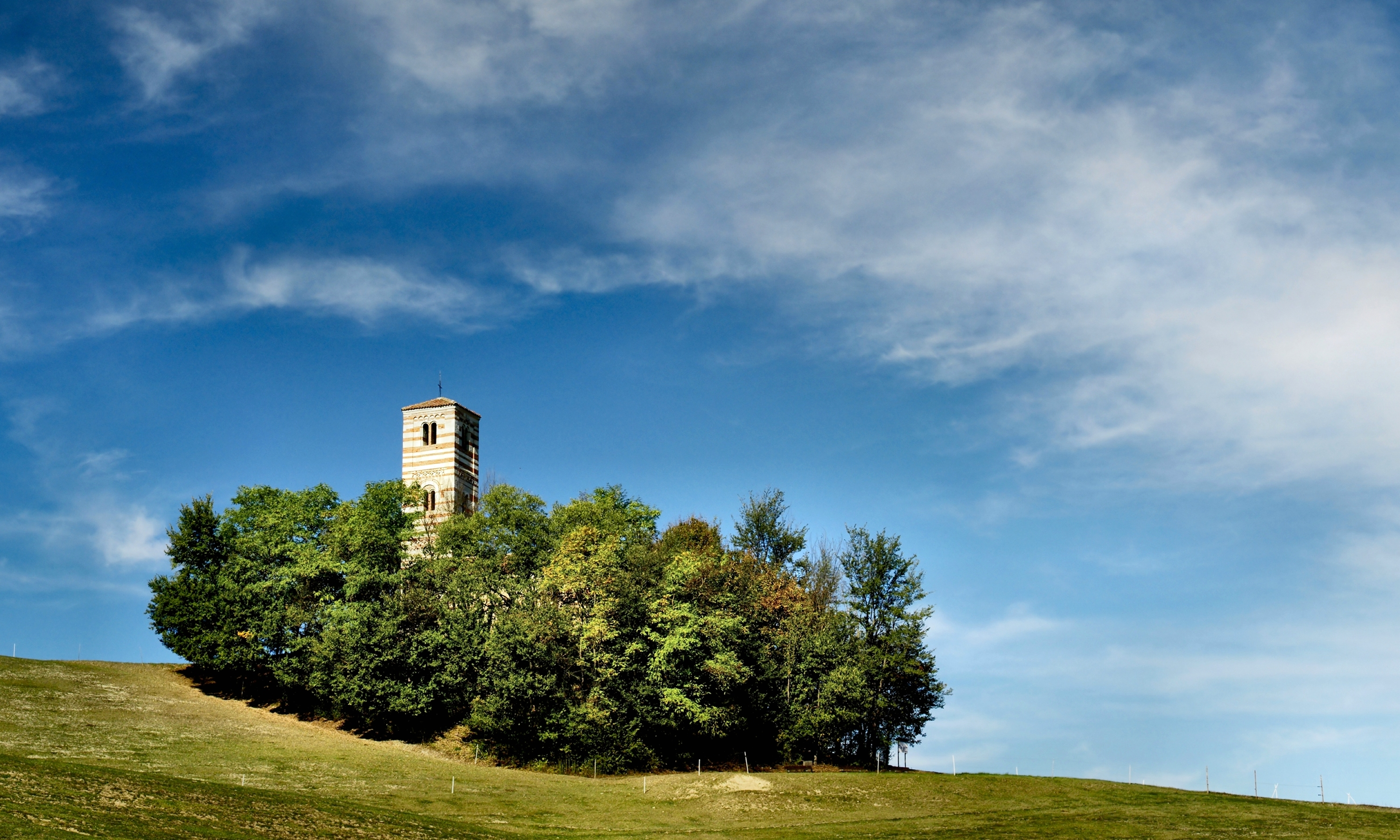
La torre, svettante dalla circostante alberatura

Visto dal lato ovest esso presenta al secondo piano una stretta monofora e, più in alto, una fascia con un motivo a scacchi ottenuto con il bianco della pietra ed il rosso dei mattoni. Sopra tale fascia si osserva una cornice marcapiano formata da archetti intrecciati (alternativamente in pietra e laterizi) sormontata da un nastro con motivo a "denti di sega". Al terzo piano troviamo una bifora con colonnina centrale in mattoni sormontata, da una ghiera che raccorda in alto i due archetti e che racchiude un'area decorata con un ulteriore motivo a mosaico. La fascia marcapiano, tra il terzo ed i quarto piano, è analoga alla precedente. Meno elegante di quella sottostante è la bifora posta al quarto piano, sormontata da archetti semplici e da un altro nastro con motivi a denti di sega.

## Galleria d'immagini

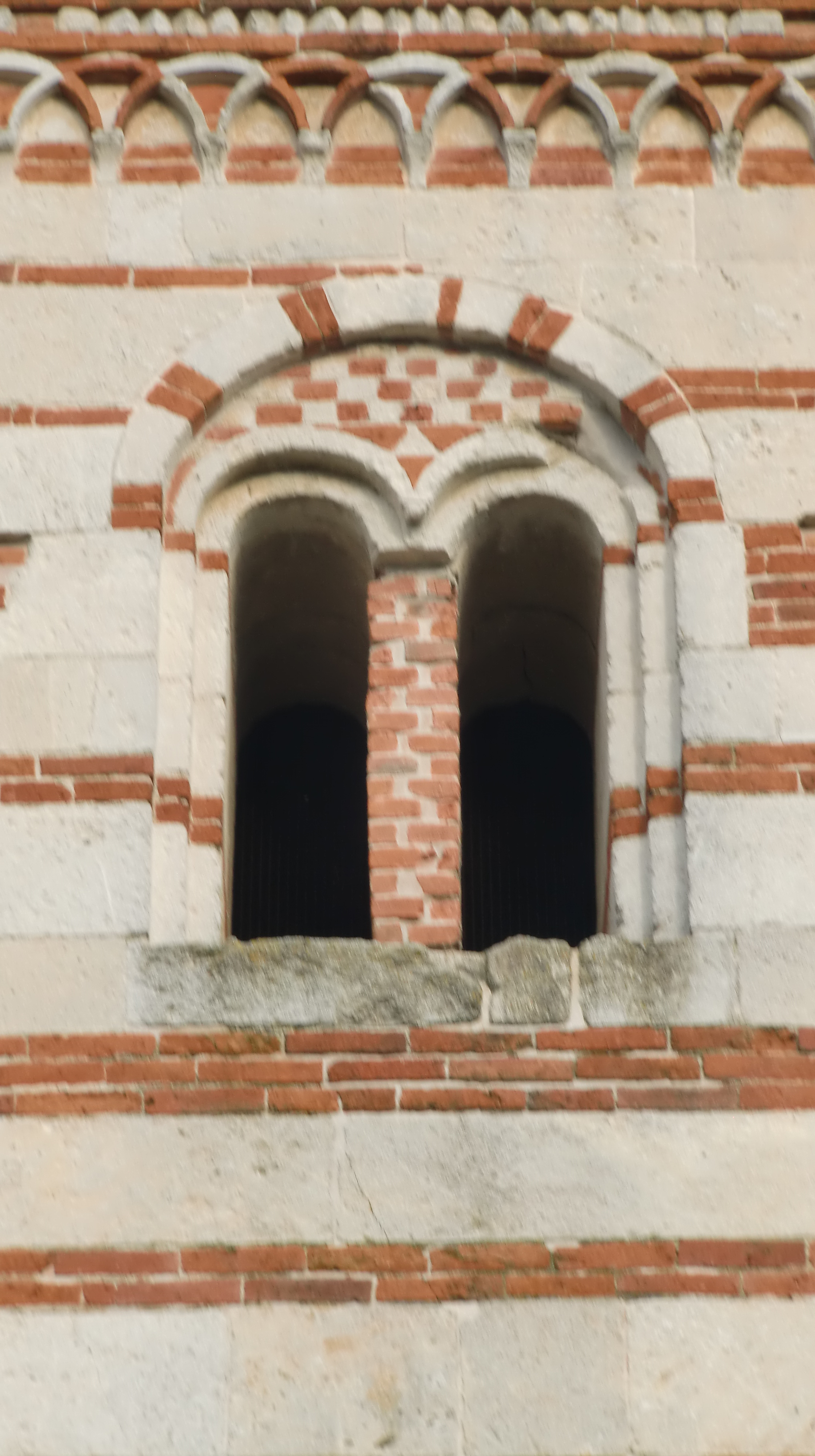
Bifora del campanile
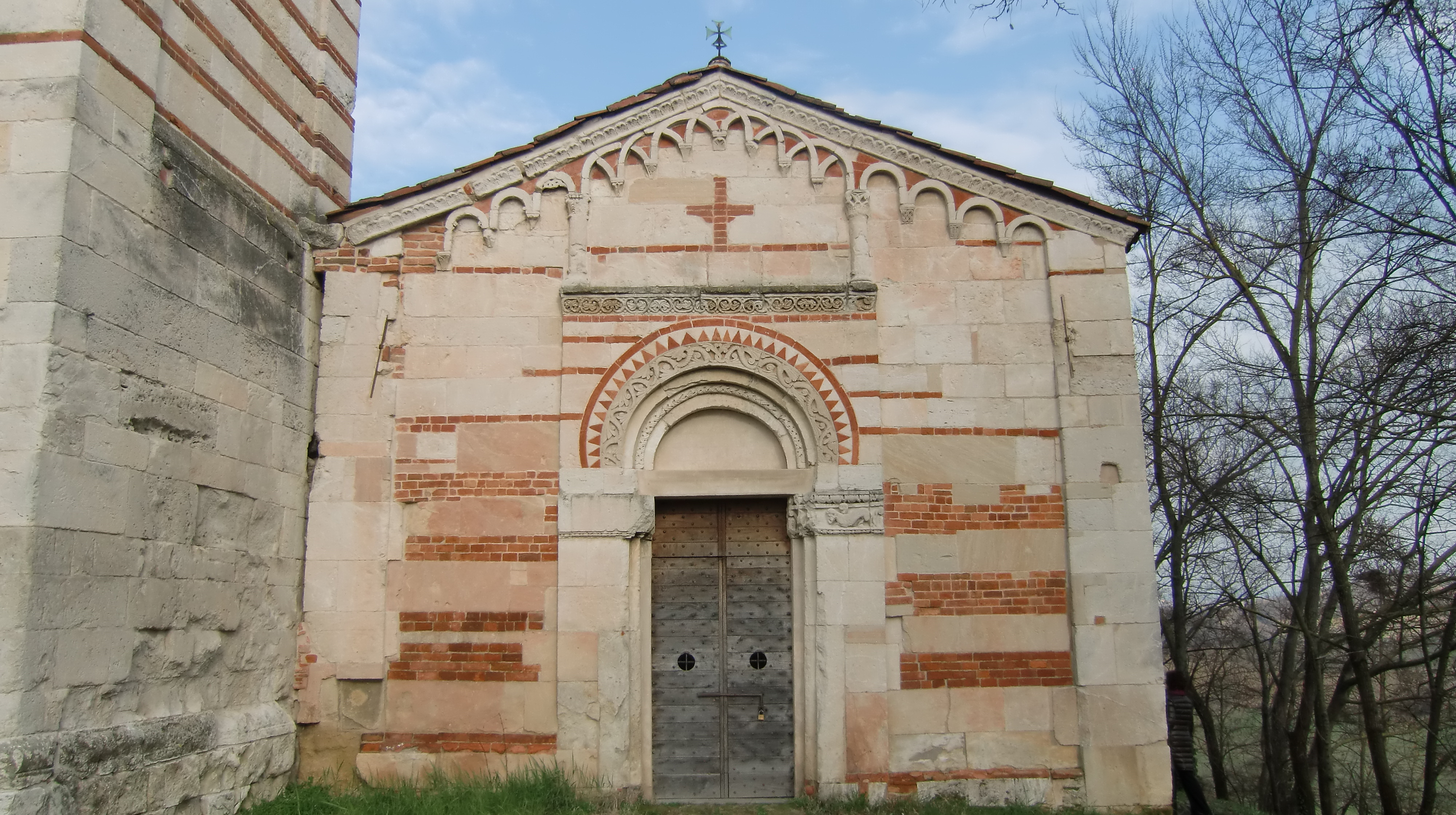
La facciata della chiesa
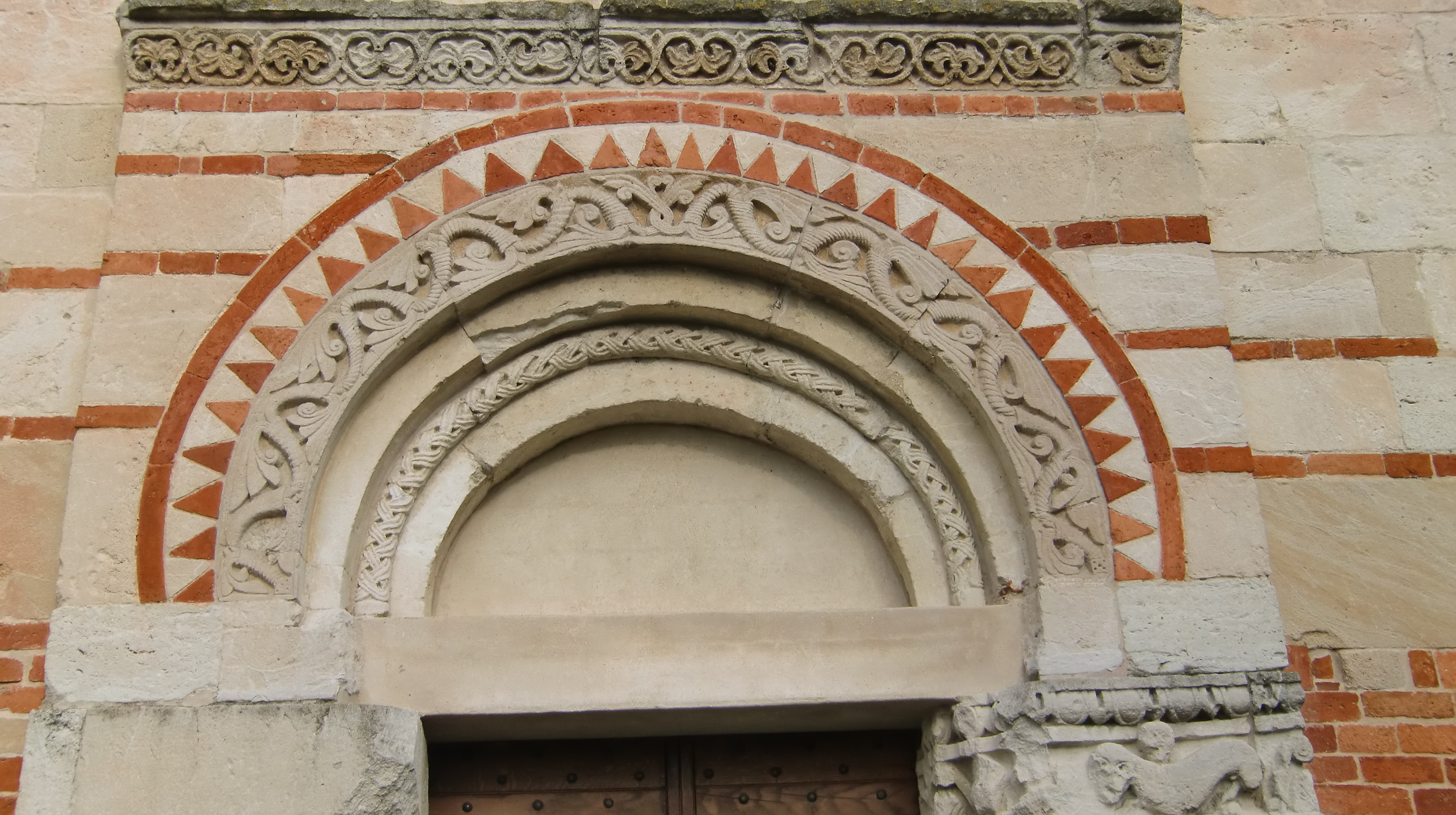
Arco a doppia ghiera (decorazioni a cornucopie e "denti di lupo")
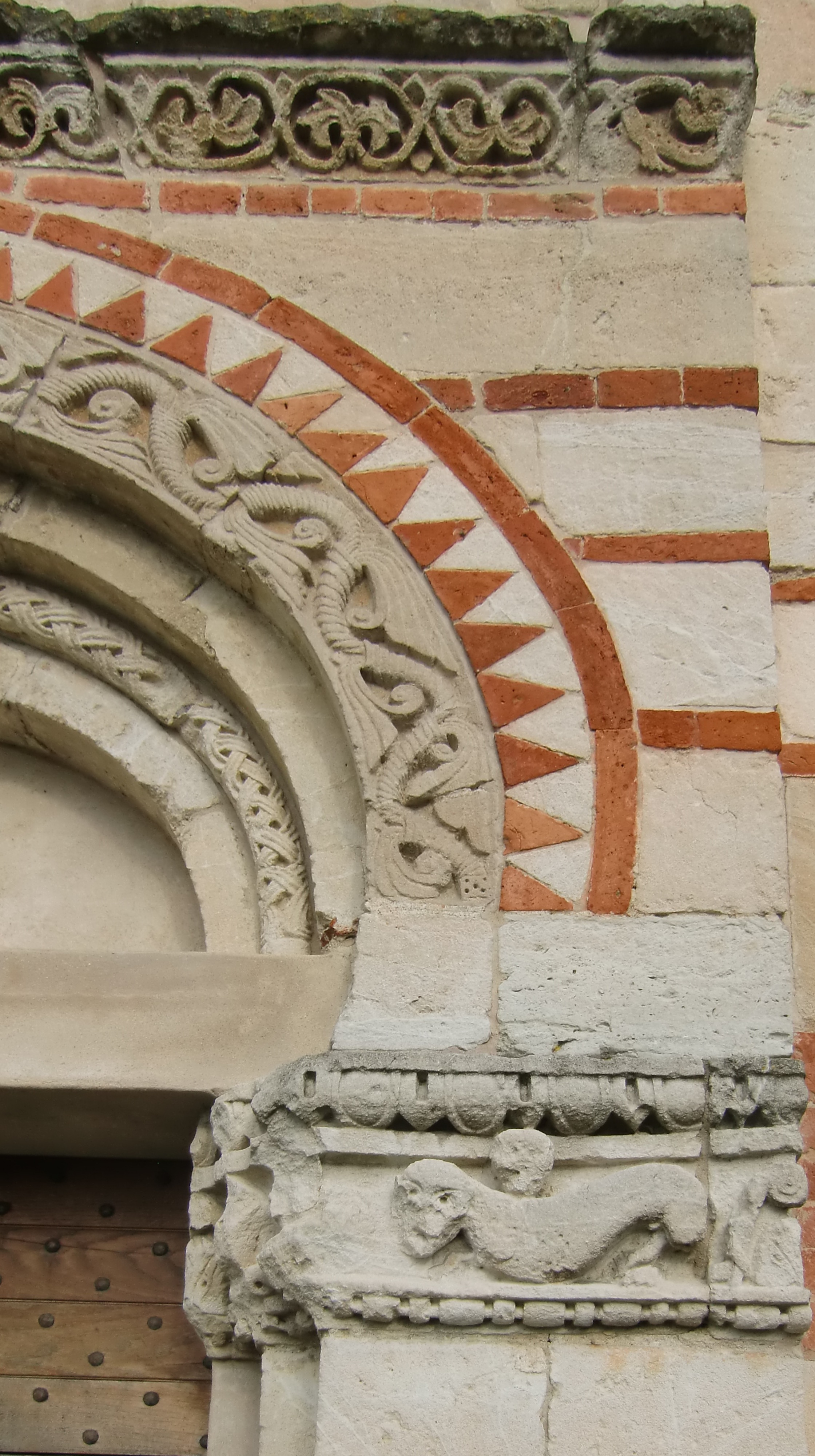
Scultura sopra lo stipite destro della porta
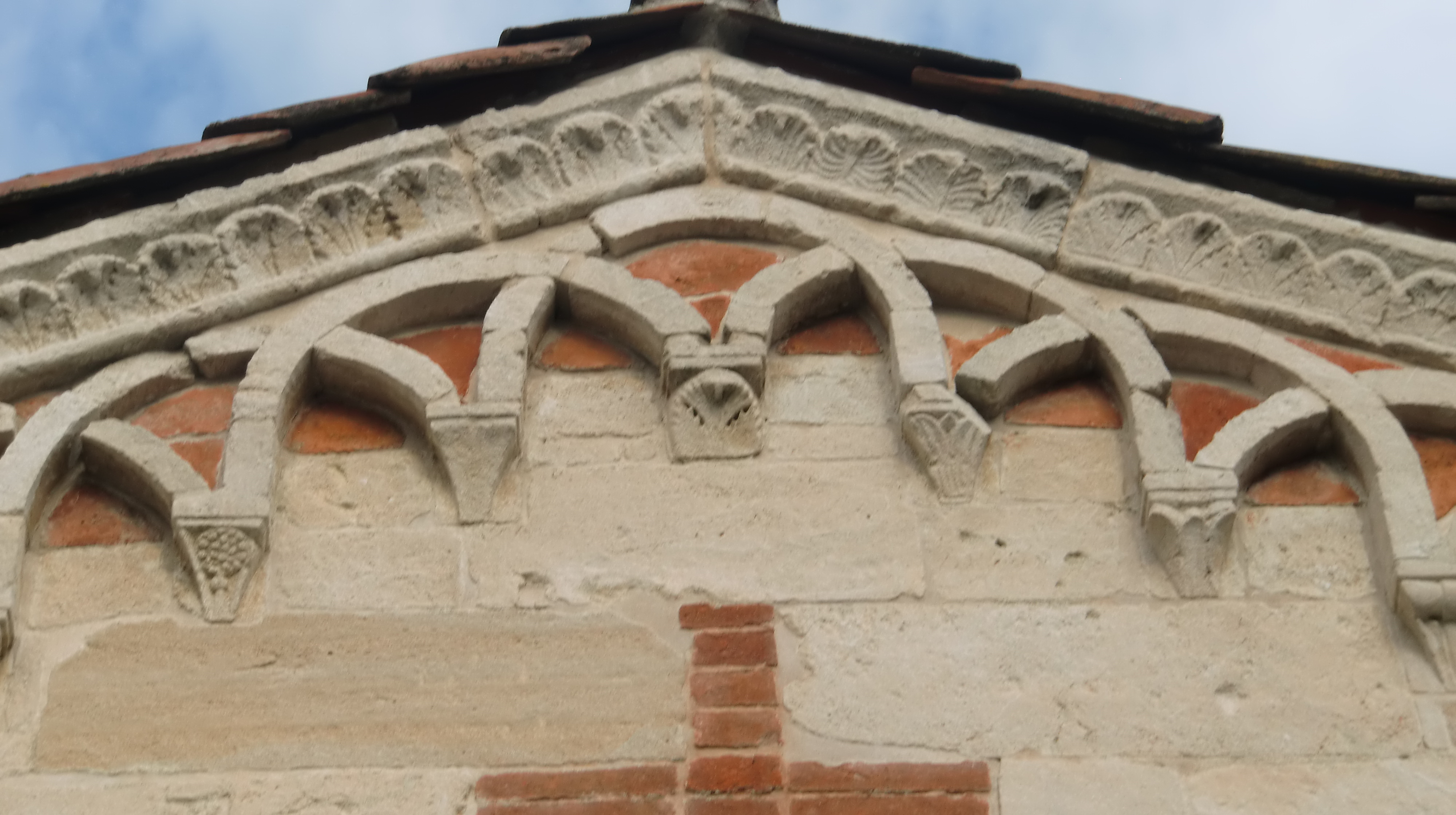
Archetti pensili intrecciati e fascia decorata a foglie d'acanto
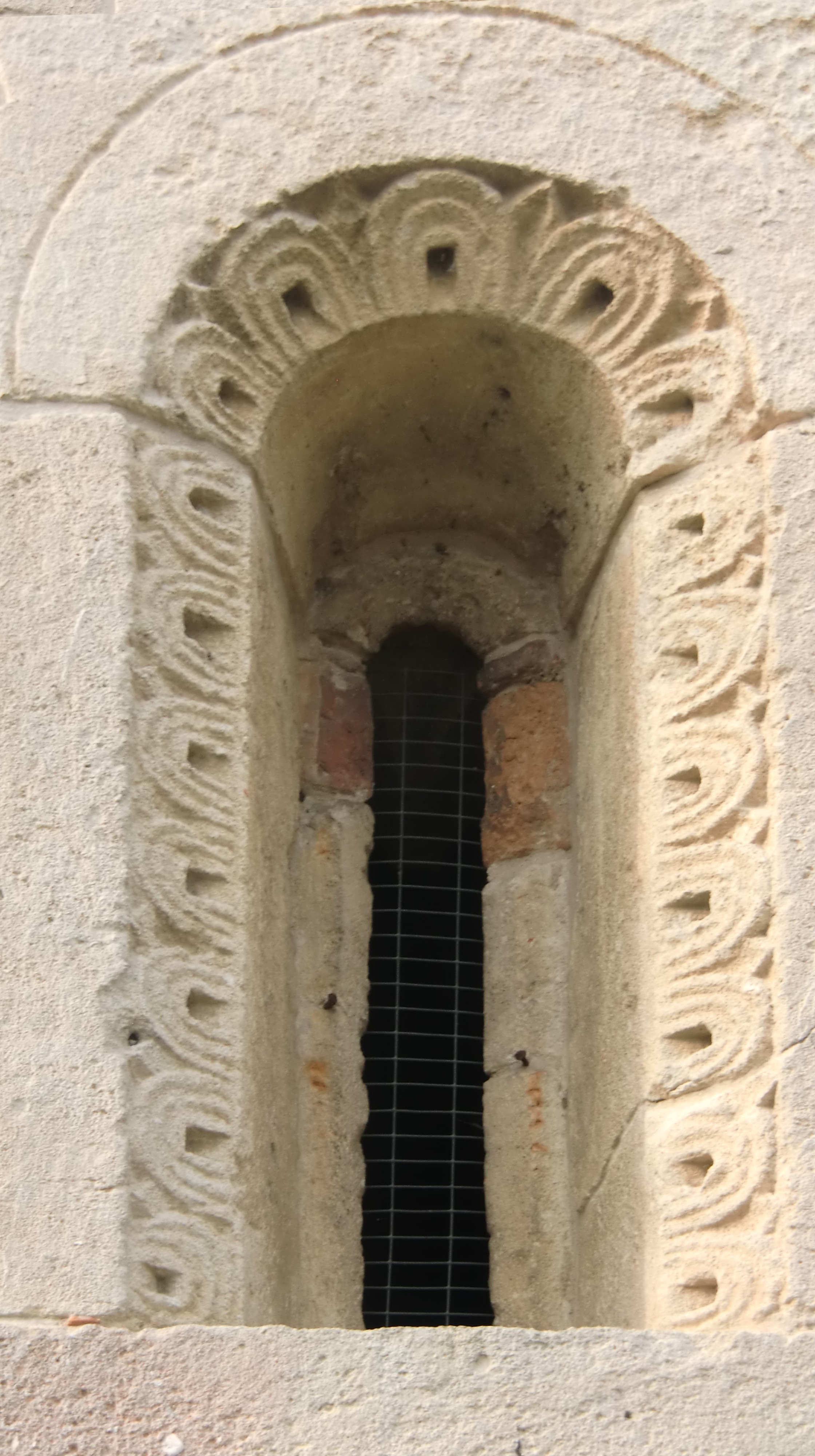
Monofora sulla parete sud
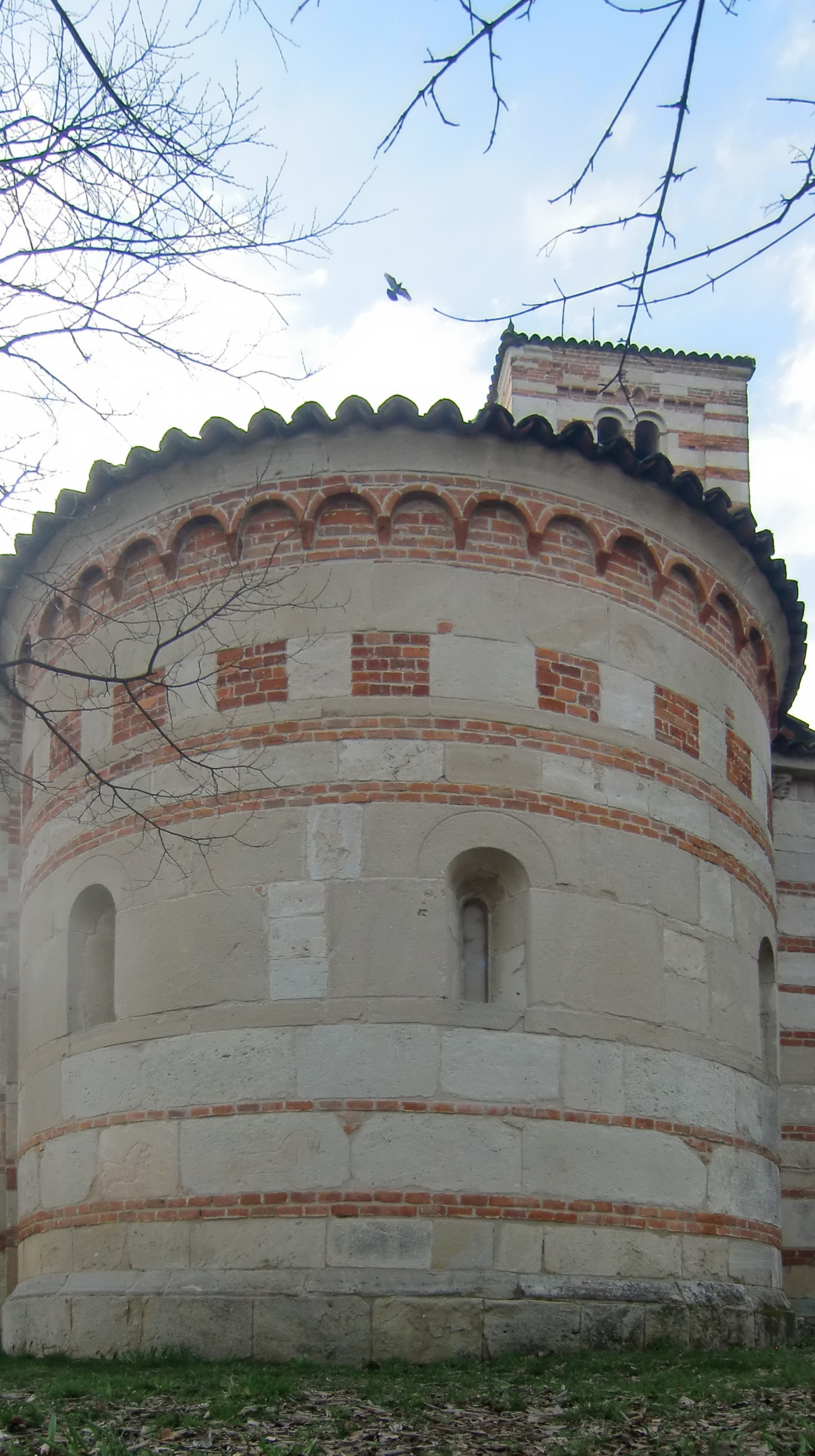
L'abside